# Henrique V da Caríntia
Henrique V (m. 12 de Outubro de 1161) foi duque da Caríntia de 1144 a 1161 e marquês de Verona de 1144 a 1151.

## Vida
Henrique foi o filho mais velho de Ulrique I da Caríntia e de Judite de Bade. Sucedeu ao seu pai em 1144 como duque da Caríntia. Era um defensor da Casa de Hohenstaufen, ajudando muitas vezes Frederico Barbarossa nas suas missões. No caminho de volta de uma dessas missões, Henrique afogou-se no Rio Tagliamento.
Henrique era casado com Isabel da Estíria (m. 1124), filha de Leopoldo I da Estíria. Não tiveram descendência e Henrique foi sucedido pelo irmão Hermano.